# Нарсіл

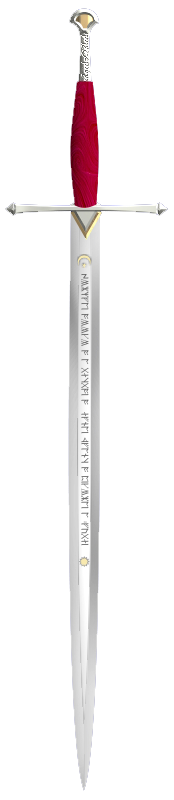
Нарсіл-Андуріл з малюнка Ґеральда Штілера (Gerald Stiehler)

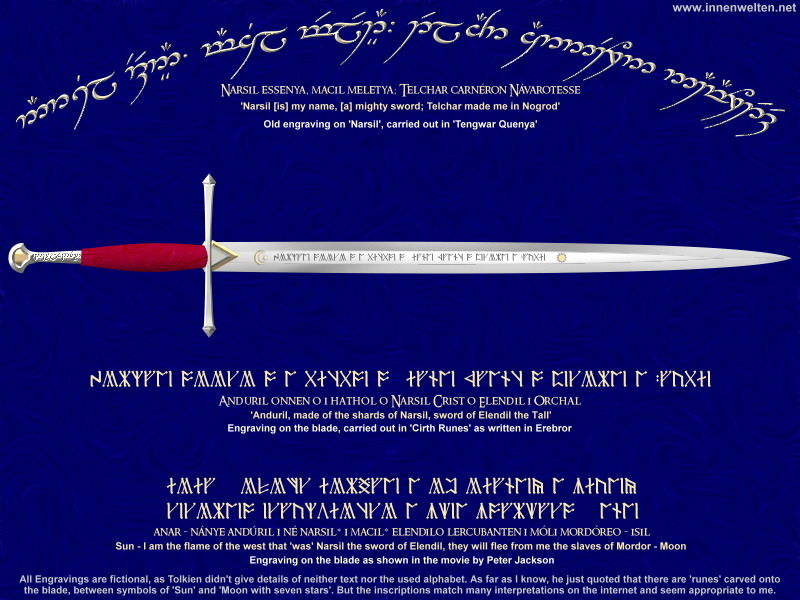
Перекутий Нарсіл з «реконструкціями» написів на клинку. Малюнок Ґеральда Штілера

На́рсіл (англ. Narsil) — у легедаріумі Дж. Р. Р. Толкіна меч Еленділа. Ім'я меча утворене поєднанням квенійських слів «нар», nar («вогонь») i «сіл», sil («біле світло»), співзвучних з квенійськими назвами Сонця («Анар», Anar) і Місяця («Ісіл», Isil). Перекутий наприкінці Третьої Епохи Нарсіл отримав нове ім'я Андуріл.

## Історія
Меч викував у Першу Епоху знаменитий ґномівський коваль Телхар з міста Ноґрод у Синіх горах. Кому належав меч у Першу та Другу епохи, невідомо. Перед загибеллю Нуменору меч вивіз у Середзем'я Еленділ. З цим мечем він пішов на Війну Останнього Союзу. У «Повісті про Перстені Влади» в «Сильмариліоні» сказано, що меч Еленділа
«сповнював орків і людей [сауронових слуг] страхом, адже сяяв світлом сонця і місяця й називався Нарсіл.»
В сьомий рік облоги Барад - Дура Саурон вийшов на поєдинок з Ґіл-Ґаладом та Еленділом, і обох їх убив, і меч Еленділа зламався під ним, коли той упав. Але й Саурон повалився додолу, відтак Ісілдур, схопившись за руків'я уламку Нарсіла, відтяв палець з Верховним Перснем і забрав перстень собі. Саурон був переможений, його дух покинув тіло і сховався в східних краях, перш ніж тисячу років по тому набув видимої форми в Дол-Ґулдурі.

З орочої пастки в Ірисних Полях з війська Ісілдура врятувалося лише троє людей, одним з яких був зброєносець Оґтар, що дістався Імладріса й передав зламаний Нарсіл синові Ісілдура Валанділу. Лезо меча зламалося і світло його потьмяніло, і його не перекували заново.
Повелитель Елронд прорік, що це відбудеться лише тоді, коли буде знайдено Правлячий Перстень і повернеться Саурон; однак ельфи та люди сподівалися, що цього не трапиться ніколи.
Близько тисячі років уламки меча були реліквією Арнору та Артедайну, а після загибелі останнього оплоту Північного королівства перейшли у володіння вождів слідопитів Півночі і відтак до останнього з них — Араґорна II.
У «Володарі Перснів» меч з'являється під час розмови Араґорна з Фродо, Семом і Мері в кімнаті трактиру «Брикливий поні».
|  | Він витяг свій меч, і вони побачили, що клинок насправді обламаний на фут від руків'я. «Не багато користі від нього, чи не так, Семе?», — сказав Блукач. Але час є близький, коли він має бути відкутим знову. |

Передбачення про швидке відновлення зламаного меча присутні у віршах Більбо Торбина.
Під час перебування хранителів Персня в Рівендолі меч було перекуто.
|  | Ельфи — ковалі перекували Нарсіл і вибили на його лезі емблему — сім зірок між вузьким півмісяцем та сонцем, — бо Араґорн, син Араторна, прямий нащадок королів Нуменору, вирушив захищати Ґондорське королівство. Грізно виглядав відновлений меч: вдень вийнятий з темних піхов, він блищав на сонці, ніби розпечений, а вночі, в холодному світлі місяця, сяяв тьмяним, крижанистим блиском. Араґорн дав йому нове ім' я — «Андуріл» (англ. Anduril), що означає «Полум'я Заходу» (від квенійських слів «анду» — «захід» + «ріл» — «полум'я», «сяйво», «блиск»). |

## Участь меча у Війні Персня
Як зброя Арагорна меч брав участь у сутичках з ворогом під час походу Хранителів Персня та у битвах Війни Персня. 
… але в цю мить важкий Андуріл, блиснувши, вдарив шолом орка, і він впав з розрубаною головою — шолом не врятував його від Відродженої Блискавки.
Володар Перснів — Ч. 1. Хранителі — Кн. 2. — Розділ 5. Міст Кгазад-Дума
Араґорн відкинув полу плаща і вихопив з ельфійських піхв, що мерехтіли Андуріл, що спалахнув мов полум' я.
Володар Перснів — Ч. 2. Дві твердині — Кн.3. — Розділ 2. Вершники Рогану
Мов грізна буря, кинулися вони на дикунів. Андуріл здіймався і падав, блискаючи, подібно до білого полум'я.
- Відроджений меч! — кричали захисники Стіни та Вежі. — Відроджений меч знов у бою!
… Тричі Араґорн та Еомер піднімали на бій втомлених воїнів, тричі сяяв у відчайдушному натиску Андуріл, тричі ворогів скидали зі стіни.
Володар Перснів — Ч. 2. Дві твердині — Кн 3. — Розділ 7. Гельмів Яр
Толкін підтверджує, що це сяйво було не просто відображенням сонячного чи місячного світла. В одному з листів він описує Андуріл як меч, що «світився ельфійським світлом». На відміну від Жала та Ґламдрінґа ніде не сказано, що Андуріл світився лише в присутності орків, нема і вказівки, що світло його було блакитним. Швидше за все він світився червоним при сонячному світлі, і білим при місячному, на що вказує його назва.

## Створення
Кристофер Толкін робить припущення, що Нарсіл з'явився під час написання «Володаря Перснів» спонтанно: 
Можливо, що Меч, котрий було зламано, фактично з'явився з вірша «Все то не золото, що блищить»: у ранній версії слова «король все ж може бути без корони», «лезо що було зламане, ще може вернутись у бій» були не більш ніж ілюстрацією загального сенсу (що не все насправді є тим чим здається).
Спочатку меч згадується тільки як «Меч Еленділа» чи «Зламаний Меч»; пізніше він отримав назву «Брандвінґ» (від давн-англ. brand — «меч»), котрий після став іменуватись «Перекутий меч». Пізніше з'явились назви «Нарсіл», а згодом і «Андуріл».

## Меч Еленділа в екранізації «Володаря Перснів»[6]
В екранізації Пітера Джексона Нарсіл уперше з' являється у «Братстві Персня», в епізоді, де Боромир, прогулюючись Рівендолом, бачить Зламаний Меч, пересвідчившись в його гостроті і непочтиво кидає. Араґорн підбирає уламок і бережно кладе його назад.
За сценарієм фільму, Нарсіл весь час перебуває в Рівендолі. Але згідно першоджерела, Араґорн завжди носив з собою як спадок роду два чи три уламки Нарсіла.
У фільмі Араґорн отримує перекутий меч лише перед Шляхом Мертвих («Повернення короля»). Елронд привозить Андуріл і вручає його зі словами «Піди Шляхом Мертвих».
Кіноверсійний Андуріл (загальною довжиною 134 сантиметри) цілком відповідає бойовому мечу. Ажурний ефес Нарсіла мав напис на квенья: «Narsil essenya, macil meletya, telchar carnéron navrotessë», що означає «Нарсіл моє ім'я. Могутній меч. Телхар викував мене в Ноґроді».
Після перекування, лезо меча отримало наступне гравіювання: «Anar. Nányë Anduril i ne Narsil i masil Elendilo. Lercuvaten i móli Mordóreö. Isil», що перекладається як «Сонце. Я Андуріл, що раніше звався Нарсіл, меч Еленділа. Раби Мордору тікають від мене. Місяць», а також накладку з 24-каратного золота. Написи були виконані Девідом Сало, відомим лінгвістом, що спеціалізувався на мовах Толкіна. Однак це являлось вигадкою авторів фільму. Невідомо які руни було вигравійовано на Андурілі за версією автора книги. Той факт, що меч було розбито на багато частин піддав сумніву коваль, що брав участь у створенні фільму. Той відзначив, що перекувати меч, котрий розбився на 6 чи 7 частин, було б неможливо. У самому фільмі вказується, що саме мистецтво ельфів допоможе заново відкувати меч королів.
В екранізації меч не сяє. У коментарях режисера, наведених на додатковій звуковій доріжці до DVD сказано, що відсутність сяйва пов'язане швидше з недоглядом при знімальному процесі ніж з першопочатковим задумом авторів екранізації.